# 信长之野望 (游戏)
《信长之野望》是一款由光荣公司制作和发行的历史战略模擬游戏，於1983年3月在個人电脑平台首發，後移植至多個平台。本作为《信长之野望系列》的首作，系列至今是光榮旗下發展最為長久的遊戲系列，截至2022年已推出過16部本傳遊戲；同公司旗下另一知名的《三國志系列》，其最初的遊戲系統與架構即來源自本作。截至2018年，《信长之野望系列》作品的全球累計出貨數已超過1000萬份。
玩家可選擇扮演日本战国时代的著名軍閥织田信长或武田信玄進行遊戲，通过内政使領地富裕並提高军事实力，再對地圖上其他軍閥發起战争，以消除所有敵方勢力為目標。
游戏使用BASIC语言进行开发，这与當時日本的各大廠牌PC系統都能有效兼容。